# Citroën C8
Pour les articles homonymes, voir C8.
Les Citroën C8, Fiat Ulysse II, Lancia Phedra et Peugeot 807 sont des monospaces (code usine PSA 179 AX) & (code Fiat/Lancia ZFA/ZLA 179) à sept ou huit places produits sur la même base, par SEVEL Nord, une société conjointe entre Fiat et PSA Peugeot Citroën, dans l'usine de Hordain, près de Valenciennes.

## Présentation
Les prédécesseurs Citroën Évasion - Fiat Ulysse I - Lancia Zeta - Peugeot 806 (code usine 220/221), lancés en 1994, étaient perçus comme manquant de personnalité et ressemblant trop à des utilitaires. Les deux groupes ont décidé d'y remédier. La ligne des quatre monospaces présentés au Salon de l'automobile de Genève 2002 est désormais moins cubique et chaque marque affirme une identité différente, chaque marque ayant pu dessiner les faces avant et arrière de son modèle.
L'aménagement des quatre intérieurs sont identiques et la qualité est en nette hausse. Seules les selleries et équipements diffèrent. Les quatre monospaces sont vastes et modulables, comme le prouvent les sièges qui peuvent se démonter et se mettre en plusieurs positions. La planche de bord est quasiment identique sur les quatre versions. Celles des Fiat Ulysse et Lancia Phedra sont respectivement recouvertes, sur certaines parties, de tissu et d'alcantara. Les selleries sont différentes. L'instrumentation est centrale. Les trois cadrans circulaires de couleur vert jade sont remplacés par un bloc compteur en cochant l'option GPS. La qualité des matériaux est en progression. La console centrale en surplomb du plancher accueille toujours le levier de vitesses et les commandes de climatisation. Le volume du coffre est de 324 litres en configuration 7 ou 8 places.
Les Peugeot 807 - Citroën C8 ont été commercialisés en France en juin 2002, les Fiat Ulysse II - Lancia Phedra en septembre de la même année. Ils ont été lancés avec trois motorisations essence (2.0, 2.2, 3.0) et deux motorisations diesel (2.0 et 2.2 HDi/JTD).

### Citroën C8
Avec la forme bombée de son capot, la calandre qui met en valeur le double chevron et des phares rappelant ceux des C3 et C5, le Citroën C8 se montre plus dynamique que son prédécesseur à la ligne d'utilitaire, s'approchant de celle d'un break. Le pare-brise de 2 mètres carrés apporte beaucoup de luminosité dans l'habitacle. Comme sur les trois autres monospaces, les portes arrière sont coulissantes et, en option, électriques. À l'arrière, les feux verticaux rappellent ceux de la C5 Break.
La filiale de Citroën au Danemark propose sur le marché local des déclinaisons exclusives : le C8 Van, une variante utilitaire à deux places, et le C8 Camper, qui dispose de 4 couchages et d'une petite cuisine intégrée,.

### Peugeot 807
Le design du Peugeot 807 est très semblable à celui du C8 et le profil est identique. À l'avant, le sigle proéminent de la marque au lion barre la calandre et les phares à mi-hauteur. Les optiques supérieures sont effilées comme sur les Peugeot 206, Peugeot 307 et Peugeot 607. À l'arrière, les feux verticaux sont plus courts et plus larges que ceux du C8. L'emplacement pour la plaque minéralogique est plus bas sur le hayon que sur le Citroën.
Lors du Salon de l'automobile de Genève 2003, Peugeot présente un show car, le Peugeot 807 Grand Tourisme. Il s'agit d'une version luxueuse à 4 places, qui n'a pas connu de suite en série.

### Fiat Ulysse II
Pour la 2e génération de son monospace, lancé en juin 2002, Fiat Auto a été le seul à conserver le même nom que pour la 1re génération attendu que, dans la logique Fiat, ce n'est pas un nouveau modèle mais un restyling de l'existant. L'une des évolutions les plus importantes concerne l'allongement de la carrosserie de 27 cm, commune aux autres modèles, qui assure un habitacle plus spacieux et une plateforme mécanique qui ne sera plus partagée avec les véhicules utilitaires. Par rapport au modèle précédent, cette 2e série se distingue de ses 3 cousines par un design qui lui est propre et des feux arrière verticaux inspirés de la Fiat Punto.
Le Fiat Ulysse II offre une excellente polyvalence avec 7 places en série mais, des versions à 6 et 8 places sont également disponibles avec deux rangées de sièges arrière amovibles pour augmenter la capacité de chargement du coffre. La gamme de motorisations comprend un 2.0 HDI diesel Multijet développant 120 et 136 ch DIN, avec filtre à particules actif (FAP) et un 2.2 turbodiesel de 170 chevaux.
La face avant du Fiat Ulysse II rappelle celle de la Fiat Stilo. Le logo rond Fiat, la calandre ovoïde, les entrées d'air prononcées et la grille en nid d’abeille ainsi que les minces optiques séparées horizontalement par une bande de tôle dynamisent la ligne de l'Ulysse II. De profil, la découpe des vitres latérales arrière est différente de celles des 807 et C8. Les panneaux arrière induisent une forme aiguë des feux arrière colorés. Une nervure horizontale traverse le hayon au-dessus de l'emplacement de la plaque minéralogique.
Considérant ce modèle ancien, Fiat a vainement tenté de lancer l'étude de son remplaçant mais PSA, en grande difficultés financières, a refusé, voulant conserver les versions actuelles. Fiat décide alors d'arrêter sa production en novembre 2010 après 60.648 exemplaires fabriqués. Le relais a été pris en juin 2011, avec la présentation au Salon de l'automobile de Genève en mars 2011, du Fiat Freemont, un SUV crossover de 7 places.

### Lancia Phedra
Le monospace de Lancia, le Phedra, est la version bourgeoise/luxe du Fiat Ulysse II. Il représente le haut de gamme de la marque avec la Lancia Thesis dont il reprend la calandre verticale trapézoïdale. Les grosses optiques en amande sont transparentes. Le chrome qui orne les différentes parties de la carrosserie donne au Phedra une allure luxueuse. De profil comme à l'arrière, le Phedra est identique à l'Ulysse II. La forme anguleuse des feux arrière est la même, seule la couleur diffère : gris sur la partie supérieure en continuité avec les vitres, et rouge dans la partie inférieure.
Comme pour le Fiat Ulysse II, le groupe Fiat considérant ce modèle ancien, a vainement tenté de lancer l'étude de son remplaçant mais PSA, en grande difficultés financières, a refusé, voulant conserver les versions actuelles. Fiat décide alors d'arrêter sa production en novembre 2010 après 45.419 exemplaires fabriqués. Le relais a été pris en juin 2011, avec la présentation au Salon de l'automobile de Genève en mars 2011, du Lancia Voyager, un SUV crossover de 7 places (2-2-3) dérivé du Chrysler Grand Voyager 5e génération.

## Phase II (2008 – 2012)
Début 2008, les modèles Citroën C8, Peugeot 807, Fiat Ulysse II et Lancia Phedra s'offrent une légère remise à niveau. À l'extérieur, chaque marque intègre de nouveaux éléments de style, notamment plus d'éléments chromées et des feux de recul translucides.
À l'intérieur, le volant, la moquette, les sur-tapis ainsi que la partie supérieure de la planche de bord changent de couleur. Des pièces de contact ont été traitées en peinture soft pour un toucher plus agréable.

### Évolutions gamme PSA
- Nouveau moteur HDI 163 FAP BV6 et BVA (disponibilité ultérieure).
- Évolution de style extérieure et intérieure (nouvelle calandre avec chevrons modernisés, les grilles d’entrée d’air inférieures se parent de filets de chrome horizontaux, poignées de portes chromées, ensemble des protections de caisse peintes et soulignées d'un jonc chromé, feux de recul translucides, nouvelles jantes alliage 16" "Ispahan" en remplacement des jantes 16" "Douglas").
- À l’arrière, seuls les feux évoluent.
- Mise en série du pack Look, de l'autoradio CD compatible MP3 et du radar de stationnement arrière sur C8 Pack.
- Mise en série du NaviDrive et du radar de stationnement avant sur C8 Exclusive.
- Arrivée de l'option kit mains libres Bluetooth sur C8 Pack.
- Commercialisation des teintes Gris Rossini et Icare.
- Remplacement du garnissage velours "Moara" par le velours "Lunéatil" sur C8 Pack et Exclusive.
- Dans l'ambiance VIP Cuir, remplacement du cuir grain buffle matinal par le cuir "Claudia" matinal.
- Arrivée de l'ambiance cuir Claudia mistral (noir).
- Abandon de l'ambiance VIP Alcantara.

- Les motorisations diesel :
  - 2.0 l 16v HDi (120 ch), 300 Nm, boîte mécanique 6 vitesses ;
  - 2.0 l 16v HDi FAP (136 ch), 330 Nm, boîte mécanique 6 vitesses ;
  - 2.2 l 16v HDi (170 ch), 370 Nm, boîte 6 vitesses mécanique / 400 Nm, boîte automatique 6 vitesses ;
- Un seul moteur essence :
  - 2.0 l 16v (141 ch), 200 Nm, boîte mécanique 5 vitesses /  automatique 4 vitesses.

### Évolutions gamme Fiat / Lancia
Les versions Fiat Ulysse et Lancia Phedra bénéficient des mêmes évolutions que celles apportées à la gamme PSA. Les Fiat Ulysse II et Lancia Phedra restylés sont présentés au salon de Bruxelles. Les modifications portent surtout sur la calandre et de nouvelles jantes font leur apparition ainsi qu'un nouveau moteur : le 2,2 JTD de 170 ch, avec le filtre à particules DPF. Sur le Lancia Phedra, il est disponible en deux finitions : Platino et Di Lusso. Les tarifs s'échelonnent de 37 000 € pour la version 2,0 JTD 16v 120 ch Platino à 45 500 € pour la 2,2 JTD 16v 170 ch Di Lusso DPF Comfortronic Pack Elegante.
Le groupe Fiat arrête la fabrication de ses modèles Ulysse et Phedra en décembre 2010. Le remplaçant de l'Ulysse sera le Fiat Freemont dérivé du Dodge Journey, retravaillé par Fiat. Le remplaçant du Lancia Phedra sera le Lancia Voyager.

## Phase III (2012 - 2014)
La phase 3 ne concerne que les Citroën C8 et Peugeot 807, le groupe PSA ne pouvant pas financer leur remplacement, a décidé, après l'arrêt des versions Fiat et Lancia, de poursuivre leur commercialisation le plus longtemps possible, tant qu'il restera des clients.
Le Citroën C8, pour poursuivre sa vie au-delà des 10 ans, arbore de nouveaux chevrons et une barrette de calandre redessinée. À l’arrière, les logos apposés sur le coffre évoluent également. Un coloris brun Hickory vient aussi renforcer la palette de couleurs disponibles. Mais ce qui signera le plus gros changement est l’arrivée d’un "Black Pack". De série sur tous les C8, il donne une teinte noire aux coques de rétroviseurs, aux montants et baguettes latérales de portes et aux bandeaux de boucliers avant et arrière.
En ce qui concerne les tarifs comme les motorisations proposées, il n’y a aucun changement. Pour le monospace C8, seulement disponible en diesel HDi 135 ou 160 ch, les prix s’échelonnent de 36 250 euros (HDi 135 Millenium) à 42 150 euros (HDi 160 Exclusive).

Le Peugeot 807 évolue également en intégrant à cette occasion les derniers codes stylistiques de la marque au lion : nouvel emblème bi-ton sur la calandre, nouvel enjoliveur de volet et du nouveau bloc marque Peugeot sur le volet arrière, nouvelles ambiances intérieures typées plus haut de gamme : intérieur « Mistral » à l'harmonie noire sur la finition Allure, apparition d'Alcantara (héritage de la finition Lancia) sur les panneaux de portes et la planche de bord. L'offre motorisation est identique à celle du C8.
La production des deux modèles français est arrêtée en juin 2014. Ils ne connaissent pas de descendance directe dans les gammes respectives sous la forme de grands monospaces, bien que les Peugeot 5008 I, Citroën Grand C4 Picasso II dans un premier temps puis, à partir de 2016, les Citroën Spacetourer et Peugeot Traveller permettent de continuer une offre de véhicules familiaux. Les Opel/Vauxhall Zafira Life, Toyota ProAce Verso et Fiat Ulysse 3 viendront, ensuite, compléter la gamme.

## Motorisations
| Moteur              | Boite de vitesses | Cylindrée (cm³) | Puissance maxi ch DIN (kW) à tr/min | Couple maxi (N.m à tr/min) | Vitesse maxi (km/h) | 0 à 100 km/h (secondes) | Consom. mixte (l/100 km) | Rejet de CO2 (g/km) | Dates de disponibilité       | Disponibilité Marque(s)                         |
| ------------------- | ----------------- | --------------- | ----------------------------------- | -------------------------- | ------------------- | ----------------------- | ------------------------ | ------------------- | ---------------------------- | ----------------------------------------------- |
| Essence             |                   |                 |                                     |                            |                     |                         |                          |                     |                              |                                                 |
| 2.0 16V PSA         | BVM5/BVA4         | 1997            | 136/138 ch (100) à 6000             | 190 à 4100                 | 185                 | 12.2                    | 9.1                      | 218                 | Juin 2002 - Octobre 2005     | Peugeot/Citroën Fiat/Lancia                     |
| 2.0 16V PSA         | BVM5/BVA4         | 1997            | 141/143 ch (103) à 6000             | 191 à 4100                 | 185                 | 11.2                    | 9.1                      | 213 à 230           | Octobre 2005 - Mars 2009     | Peugeot/Citroën Fiat/Lancia                     |
| 2.2 16V             | BVM5              | 2179            | 160 ch (116) à 5650                 | 217 à 3900                 | 196                 | 11.6                    | 9.7                      | 231                 | Juin 2002 - Octobre 2005     | Peugeot/Citroën                                 |
| 3.0 24V V6          | BVA4              | 2946            | 204/208 ch (150) à 6000             | 285 à 3750                 | 205                 | 11                      | 11.5                     | 275                 | Décembre 2002 - Octobre 2005 | Peugeot/Citroën /Lancia + Fiat (hors de France) |
| Diesel              |                   |                 |                                     |                            |                     |                         |                          |                     |                              |                                                 |
| 2.0 HDi/JTD 16V FAP | BVA4/BVM5         | 1997            | 109/110 ch (80) à 4000              | 270 à 1750                 | 174                 | 14.6                    | 7.2                      | 189                 | Juin 2002 - Juin 2006        | Peugeot/Citroën Fiat/Lancia                     |
| 2.0 HDi/JTD 16V     | BVM6              | 1997            | 120 ch (88) à 4000                  | 300 à 1750                 | 180                 | 12.9                    | 6.9                      | 182                 | Mai 2006 - Juillet 2010      | Peugeot/Citroën Fiat/Lancia                     |
| 2.2 HDi/JTD 16V FAP | BVM5/BVM6         | 2179            | 128/130 ch (95) à 4000              | 314 à 2000                 | 182                 | 13.6                    | 7.4                      | 195                 | Juin 2002 - Juin 2006        | Peugeot/Citroën Fiat/Lancia                     |
| 2.0 HDi/JTD 16V FAP | BVM6              | 1997            | 135/136/138 ch (100) à 4000         | 320 à 2000                 | 190 à 194           | 10.5 à 11.4             | 5.9 à 7.1                | 155 à 188           | Juillet 2006 - Juillet 2014  | Peugeot/Citroën Fiat/Lancia                     |
| 2.0 HDi 16V FAP     | BVA/BVM6          | 1997            | 160/163 ch (117) à 3750             | 340 à 2000                 | 196 à 203           | 9.8 à 10.9              | 5.9 à 7.2                | 155 à 189           | Juillet 2010 - Juillet 2014  | Peugeot/Citroën                                 |
| 2.2 HDi/JTD 16V FAP | BVA/BVM6          | 2179            | 170/173 ch (125) à 4000             | 370 à 1500                 | 200                 | 10                      | 7                        | 185 à 199           | Janvier 2008 - Juillet 2010  | Peugeot/Citroën Fiat/Lancia                     |

## Finitions

### Citroën C8
Lors de son lancement en juin 2002, le C8 dispose de trois finitions : Base, Pack et exclusive.voici les équipements en série ou en option de ses 3 finition en juin 2002
- Base (entrée de gamme) : airbag conducteur, airbag passager, airbags rideaux, airbags latéraux,ABS, ESP, antipatinage ASR, verrouillage centralisé, verrouillage automatique des ouvrants en roulants, aide au freinage d'urgence, répartiteur électronique de freinage, feu de détresse automatique en cas de fort freinage, sécurité enfants, jantes en acier de 15 pouces avec enjoliveurs, baguettes plastique, vitres teintées et lunette arrière surteintée, vitres avant électriques séquentielle avec anti-pincement, antibrouillards, vitres de custode entrebâillantes, pare-brise thermique, portes latérales coulissantes, rétroviseurs extérieurs rabattables électriquement et dégivrants, poignée de porte et poignée du hayon chromée,climatisation manuelle, radio-CD, commandes au volant, 8 H-P, ordinateur de bord, volant réglable en hauteur et profondeur, siège conducteur réglable en hauteur, siéges en tissu beige et bleu ou gris et jaune avec garnissages des portes et de la planche de bord en tissu gris avec baguettes intérieur type hètre-blanc, 3 siégés coulissants rang 2.Options: peinture métallisée, baguettes couleur carrosserie, barre de toit en aluminium, filet de coffre, 2 sièges rang 3 coulissants ou banquette 3 places rang 3 coulissante.

- Pack (milieu de gamme) : En plus de base: pare-brise athermique, portes latérales coulissantes électriques, vitres rang 2 électriques séquentielle avec anti-pincement, capteur de pluie et luminosité, rétroviseur intérieur élctrochrome,stores pare-soleil rang 2,3 et hayon, tablette sur le dos des sièges avant, siégés avants pivotants avec accoudoirs, miroir de surveillance, climatisation automatique quadri-zone, siéges et garnissages de portes et de planche de bord en velours avec baguettes intérieur en bois d'acajou.Options: peinture métallisée, baguettes couleur carrosserie, jantes en aluminium de 15 pouces sur 2.0 HDI, 2.0 16v, 2.2 HDI et 2.2 16v ou surmonte de 16 pouces sur 2.2 HDI et 2.2 16v avec contrôle de la pression des pneus, barre de toit en aluminium,3 toits ouvrants, vitres rang 2,3 surteintées, phares bi-xenon avec lave-phares, radar de recul, GPS RT3 couleur ou GPS RT3 monochrome, régulateur/limiteur de vitesse, volant et levier de vitesse en cuir, chargeur 6-CD, siéges en tissu beige et bleu ou gris et jaune avec garnitures de portes et de la planche de bord en tissu gris avec baguettes intérieur type hètre-blanc, sièges en cuir avec garnissage des portes et de la planche de bord en alcantara avec baguettes intérieur satin argenté et sièges avant chauffants, sièges avant électriques et chauffants avec mémorisation pour le siège conducteur et les rétroviseurs extérieurs(uniquement avec l'option intérieur et siège en tissu), filet de coffre, 2 sièges rang 3 coulissants ou banquette 3 places rang 3 coulissante.

- Exclusive (haut de gamme) : En plus de pack: baguettes couleur carrosserie, barre de toit en aluminium, jantes en aluminium de 15 pouces avec contrôle de la pression des pneus (16 pouces sur 3.0 v6 24v avec étrier brembo), radar de recul, phares bi-xenon avec lave-phares, sièges avant électriques et chauffants avec mémorisation du siège conducteur et des rétroviseurs extérieurs, régulateur/limiteur de vitesse.Option: peinture métallisée, jantes en aluminium de 16 pouces avec contrôle de la pression des pneus sur 2.2 HDi et 2.2 16v, vitres rang 2 et 3 surteintées,3 toits ouvrants, GPS RT3 couleur ou GPS RT3 monochrome, chargeur 6-CD, siéges en cuir ou en alcantara avec garnissage des portes et de la planche de bord en alcantara avec des baguettes intérieur satin argenté, filet de coffre, 2 sièges rang 3 coulissants ou banquette 3 places rang 3 coulissante(sauf avec les options cuir ou alcantara).

Durant l'été 2010, la gamme se réduit à deux finitions, les Airplay (ex-série spéciale) et Exclusive. La finition Airplay est par la suite remplacée par la finition Millenium et l'Exclusive poursuit sa carrière sans changement de dénomination.

#### Séries spéciales
- Pack Luxe (2003) : Pack + radar de recul, peinture métallisée, jantes en alliage, régulateur de vitesse, etc[10].
- Rossignol (2003, Suisse, première collection) : SX (Pack) + équipements divers et bagagerie Rossignol
- Rossignol (2004, Suisse, deuxième collection) : SX (Pack) + équipements divers et bagagerie Rossignol
- Rossignol (2004, Suisse, troisième collection) : SX (Pack) + équipements divers et bagagerie Rossignol
- NaviDrive (2004) : Pack + GPS couleur, régulateur de vitesse, kit mains-libres, volant cuir, etc[10].
- Edition (2004, Suisse, première collection) : Exclusive (V6 uniquement) + garnissage alcantara, Navidrive, deux sièges supplémentaires
- Thalassa (2004, Belgique) : SX (Pack) + équipements divers
- Image (2004, Belgique) : SX (Pack) + équipements divers
- Révélation (2005) : Base + climatisation automatique, sellerie spécifique, peinture métallisée[10].
- Edition (2005, Suisse, première collection) : Exclusive (V6 uniquement) + Navidrive, deux sièges supplémentaires, etc.
- Collection (2006) : Pack + radar de recul, jantes alliage, trois toits ouvrants électriques[10].
- Airplay (2008) : Pack + peinture métallisée, jantes alliage, radar de recul, système Bluetooth, etc[10].
- Freeride (2008, Suisse) : SX (Pack) + équipements divers
- Rossignol (2010, France, première collection) : Pack + équipements divers et une paire de skis Rossignol
- Rossignol (2011, France, deuxième collection) : Pack + équipements divers et une paire de skis Rossignol[11]
- Music Touch (2012) : équipements divers, une tablette tactile Samsung Galaxy Tab 2 10.1
- Musicbox (2014) : équipements divers, une tablette tactile Samsung Galaxy Tab 3 et un an d'accès au service de streaming musical Fnac Jukebox

### Fiat Ulysse II
L'évolution des finitions par rapport à la 1re série est remarquable. Les clients les ont qualifiées de "raffinées", sans être exclusives comme celles de la Lancia Phedra avec son très riche équipement. Coté mécanique, le contrôle électronique de la stabilité et le contrôle de la traction sont de série.
En janvier 2008, Fiat apporte une mise à jour du modèle doté de nouvelles finitions et revêtements de l'habitacle, de deux nouvelles teintes de carrosserie (gris et bleu) et surtout du nouveau moteur 2.2 Multijet avec filtre DPF. La boîte de vitesses dispose de 6 vitesses, en version automatique et manuelle.
La gamme 2008 comprend 3 niveaux de finition : Active, Dynamic et Emotion. Des airbags frontaux, latéraux et de tête , un système de climatisation et des phares antibrouillard sont de série sur toutes les versions. En plus du niveau de finition Active, le niveau Dynamic est équipé d'une climatisation automatique à deux zones et d'une radio avec lecteur CD, tandis que l'Emotion est également équipée en série de jantes en alliage léger et de capteurs de stationnement arrière. Les principales options sont : revêtement intérieur en cuir, le GPS, le toit ouvrant, les portes coulissantes électriques, la peinture métallisée et le système antivol. De plus, le système d'ouverture des portes sans clé est disponible en option. Les sièges de la deuxième rangée peuvent être rabattus pour faciliter l'accès aux sièges de la troisième rangée.
Des séries spéciales ont aussi été commercialisées ponctuellement :
- Trofeo (2004, Allemagne)
- Cinecittà (2005)

### Lancia Phedra
La gamme comprend 4 niveaux de finition : Argento, Oro, Oro Plus et Platino, 2 configurations intérieures : standard à 7 places ou 6 en option et 3 motorisations turbodiesel "Common Rail" : 2.0 Multijet de 120 ch, 2.0 Multijet de 136 ch avec FAP et 2.2 Multijet de 170 ch avec FAP, avec une boîte de vitesses manuelle ou automatique à 6 rapports sur la version 170 ch.
La Lancia Phedra est livrée, en série, avec des jantes en alliage léger bi-teintes de 16”, 11 teintes de carrosserie au choix, dont 3 nouvelles teintes métallisées : Grigio Guercino, Bordeaux Lorenzetti et Blu Fiorentino, à combiner avec 5 revêtements intérieurs : Castiglio/tissu, Alcantara® Starlite et, en option, cuir perforé. La Lancia Phedra offre ainsi au client 52 possibilités de personnaliser son véhicule. Plusieurs options sont disponibles : alarme anti-soulèvement et inclinaison, porte latérales et le triple toit ouvrant à commande électrique, téléphone Bluetooth et GPS avec une mémoire de 30 G.bits.
Les prix de la Lancia Phedra MY 2008 s'échelonnent de 30.900 €uros (clés en main) pour la version Argento 2.0 Multijet 120 ch jusqu'à 40.400 €uros (clés en main) pour le modèle “top” de la gamme Platino 2.2 Multijet 170 ch avec boîte automatique.
Des séries spéciales ponctuelles ont été commercialisées :
- Le Phare de la Baleine (2005, France)[13],
- S.T. Dupont (2007)[14].

### Peugeot 807
Lors de son lancement en 2002, le 807 dispose de trois finitions : SR, ST, SV. À noter que pour cette dernière, il existe également une variante Pullman proposant une configuration à six places.

- SR (entrée de gamme) : (équipement identique à celui de la C8 Base)
- ST (milieu de gamme) : (équipement identique à celui de la C8 Pack)
- SV (haut de gamme) : C8 Exclusive - phares bi-xenon

En octobre 2005, la gamme est remaniée. La finition SR devient Confort, la ST devient Confort Pack et la SV devient Executive (ainsi que sa variante Pullman qui devient Executive Pullman). Le régulateur de vitesse devient disponible dès la finition intermédiaire Confort Pack.
Début 2008, la gamme est à nouveau remaniée. Les trois finitions proposées sont : Premium, NavTeq (ex-série spéciale), Premium Pack. Un an plus tard, la finition Premium quittera le catalogue. Puis, à l'été 2010, elle reviendra et la NavTeq ne sera plus produite. La gamme se compose alors des deux finitions Premium et Premium Pack.

- Premium : ancienne finition SV - sièges avant électriques
- Premium Pack : Premium + GPS, sièges avant électriques et chauffants, feux xénon, aide au stationnement avant, etc.

Enfin, en 2013, la gamme est simplifiée avec une unique finition Style.

- Style : six airbags, ESP, climatisation automatique, vitres électriques, radar de recul, GPS, etc.

#### Séries spéciales
- NavTech on Board (2003) : ST + GPS couleur et chargeur 6 CD.
- SV Pack (2003) : SV + peinture métallisée[15].
- Native (2004) : SR + deux sièges ou banquette en troisième rangée, etc[15].
- Black & Silver Edition (2004, Suisse) : ST + équipements divers
- Norwest (2005) : radar de recul, climatisation automatique, régulateur de vitesse, barres de toit, volant cuir, etc[15].
- Family (2005, Suisse) : SR + équipements divers
- Family Plus (2005, Suisse) : ST + équipements divers
- Swiss Edition (2009, Suisse, première collection)[16]
- Swiss Edition (2010, Suisse, deuxième collection)
- Family (2011, 2012) : Premium + GPS, lecteur DVD[15].

## Sécurité
Les Citroën C8, Fiat Ulysse, Lancia Phedra et Peugeot 807 ont été les premiers monospaces à obtenir le maximum d'étoiles au crash-test Euro NCAP.
- Chocs frontaux : 81 % de réussite
- Chocs latéraux : 100 % de réussite
- Protection des enfants :
- Protection des piétons : 
  - Note totale :

## Production
Production des modèles EuroVan de la 2e génération : Citroën C8, Fiat Ulysse, Lancia Phedra et Peugeot 807 :
| Année | Citroën | Peugeot | Fiat      | Lancia |
| ----- | ------- | ------- | --------- | ------ |
| Année | C8      | 807     | Ulysse II | Phedra |
| 2002  | 11.970  | 14.933  | 9.063     | 5.232  |
| 2003  | 27.728  | 35.030  | 14.730    | 10.192 |
| 2004  | 24.049  | 31.178  | 13.433    | 7.594  |
| 2005  | 22.998  | 28.057  | 8.304     | 5.713  |
| 2006  | 20.038  | 23.985  | 5.321     | 4.825  |
| 2007  | 11.976  | 20.223  | 4.504     | 4.238  |
| 2008  | 8.448   | 13.384  | 2.688     | 4.068  |
| 2009  | 5.298   | 6.185   | 1.717     | 1.996  |
| 2010  | 5.525   | 5.724   | 888       | 1.561  |
| 2011  | 5.731   | 6.376   |           |        |
| 2012  | 3.721   | 4.190   |           |        |
| 2013  | 2.726   | 2.670   |           |        |
| 2014  | 2.726   | 2.670   |           |        |
| Total | 151.692 | 193.637 | 60.648    | 45.419 |

Sources :
* « Analyses et statistiques production automobile des marques françaises par année (2002 à 2015) »
* Documents de référence Groupe PSA - 2002 à 2015.

## Galerie

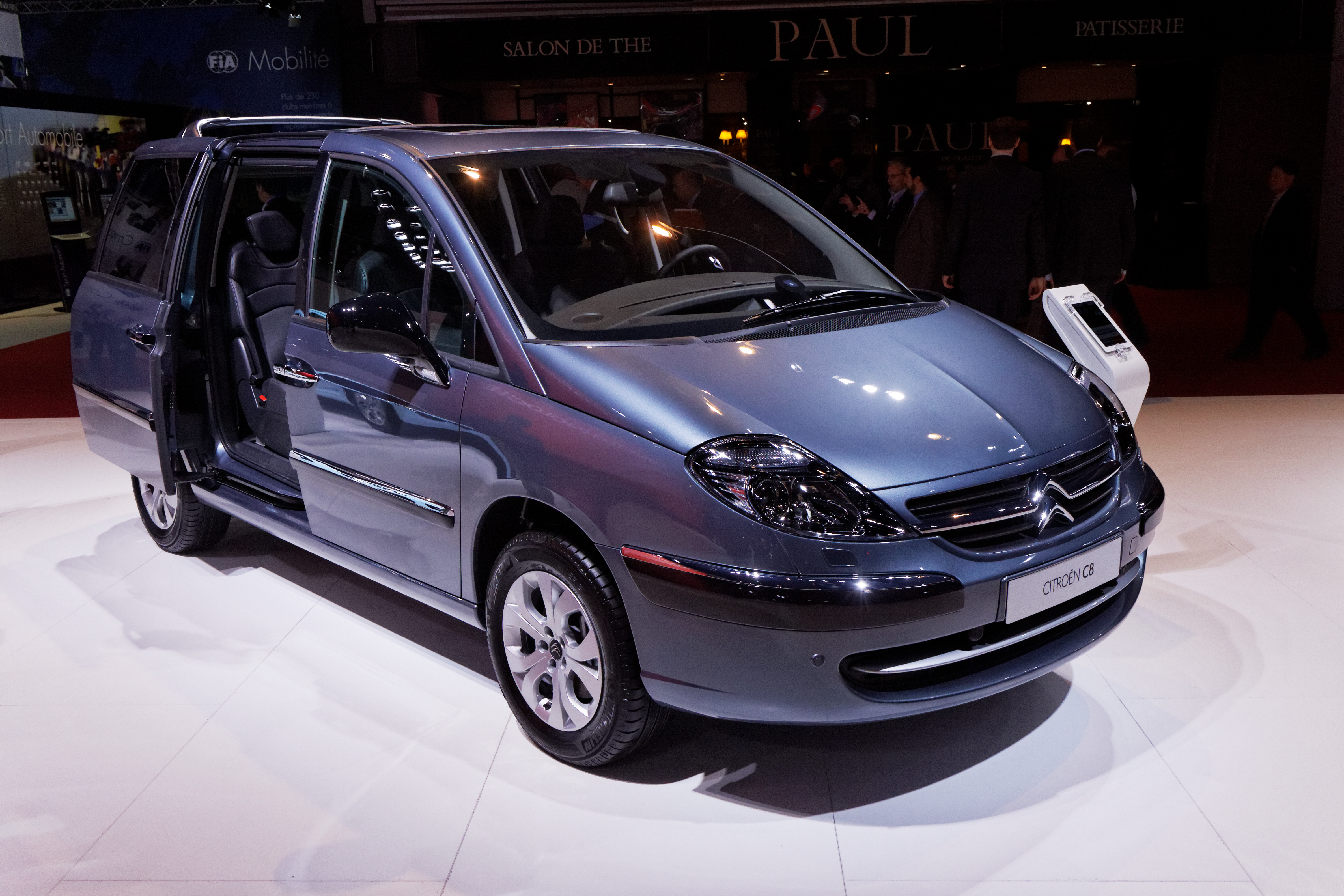
Citroën C8
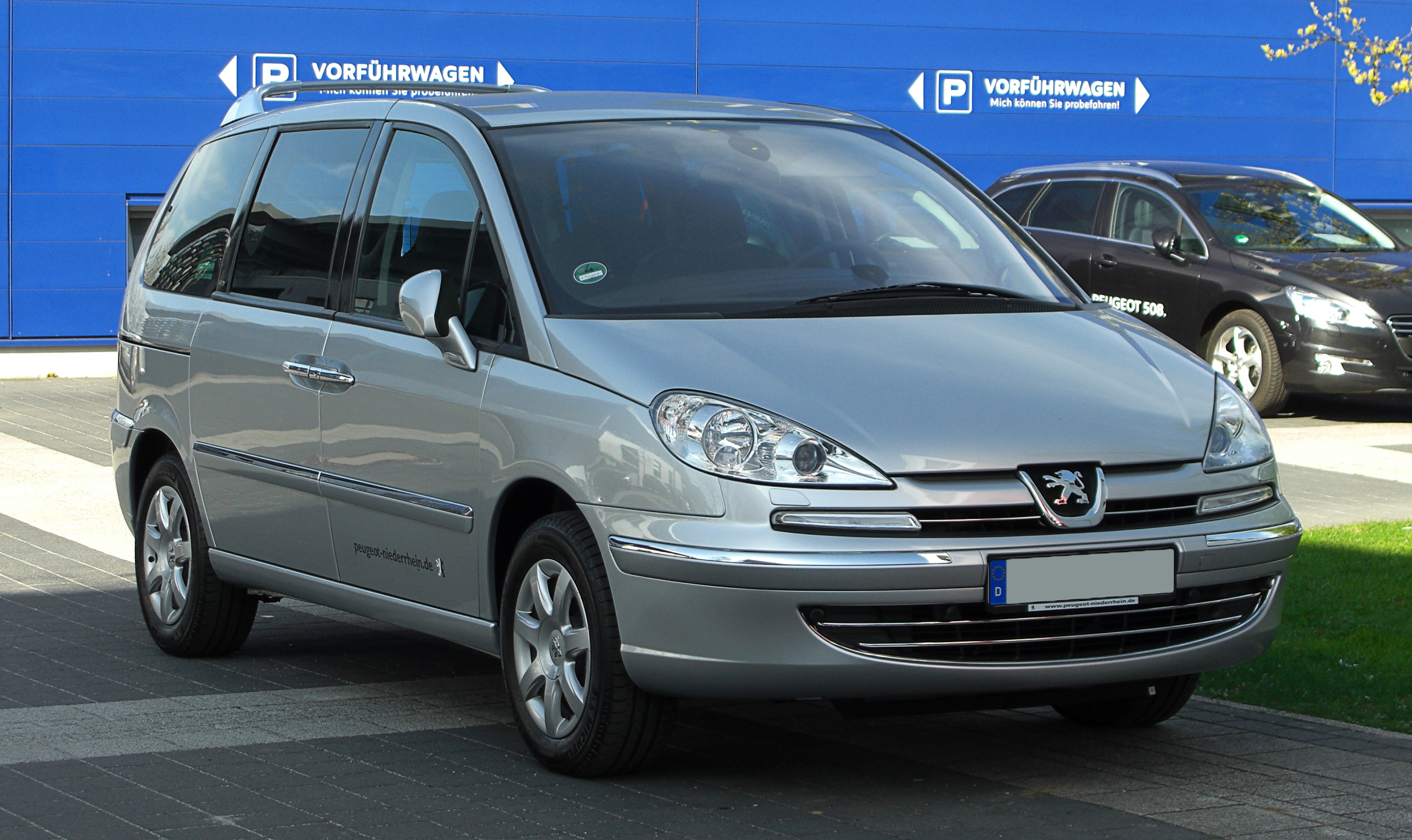
Peugeot 807

Gamme phase 1 (2002 - 2008)

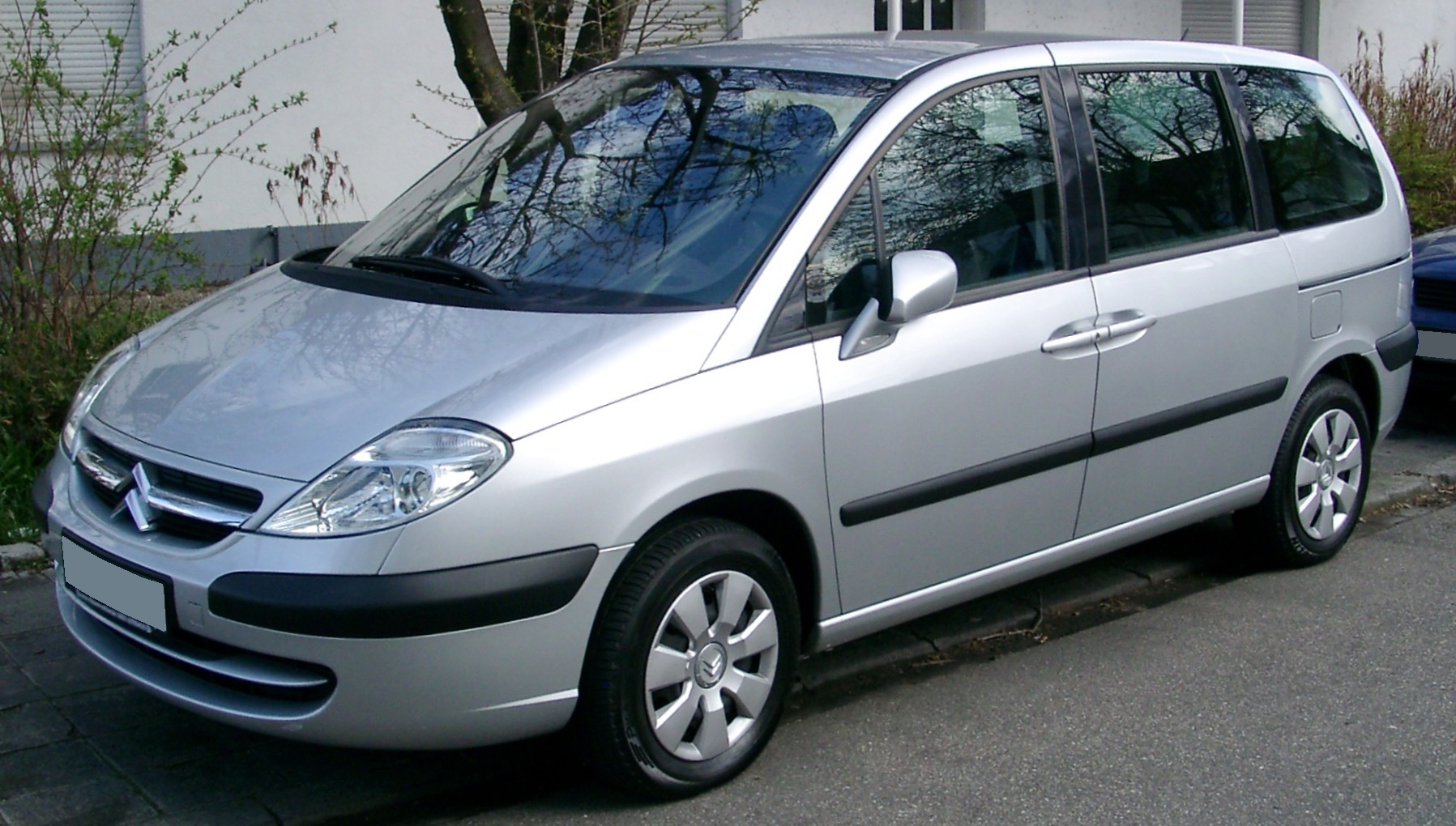
Citroën C8
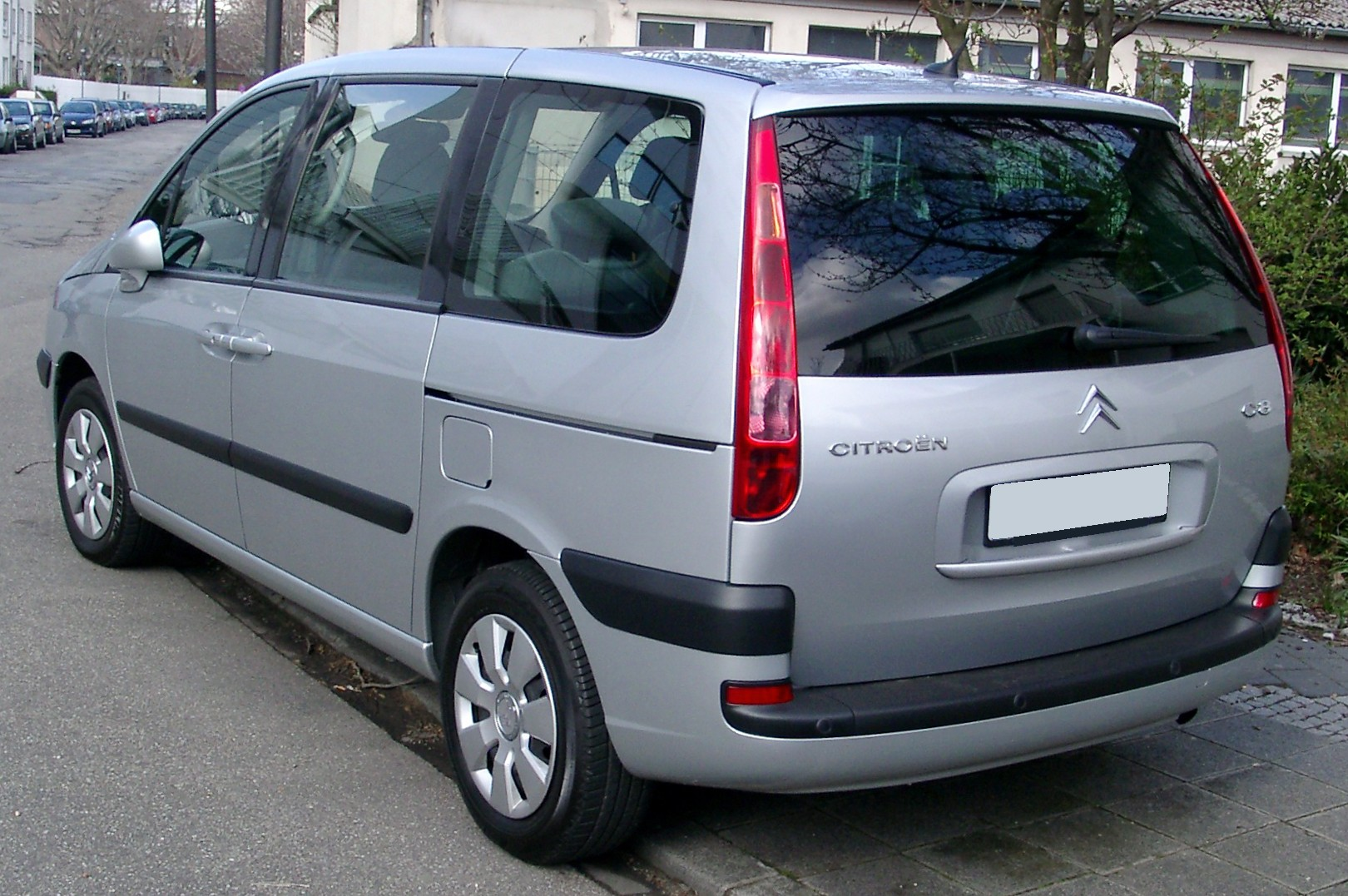
Citroën C8
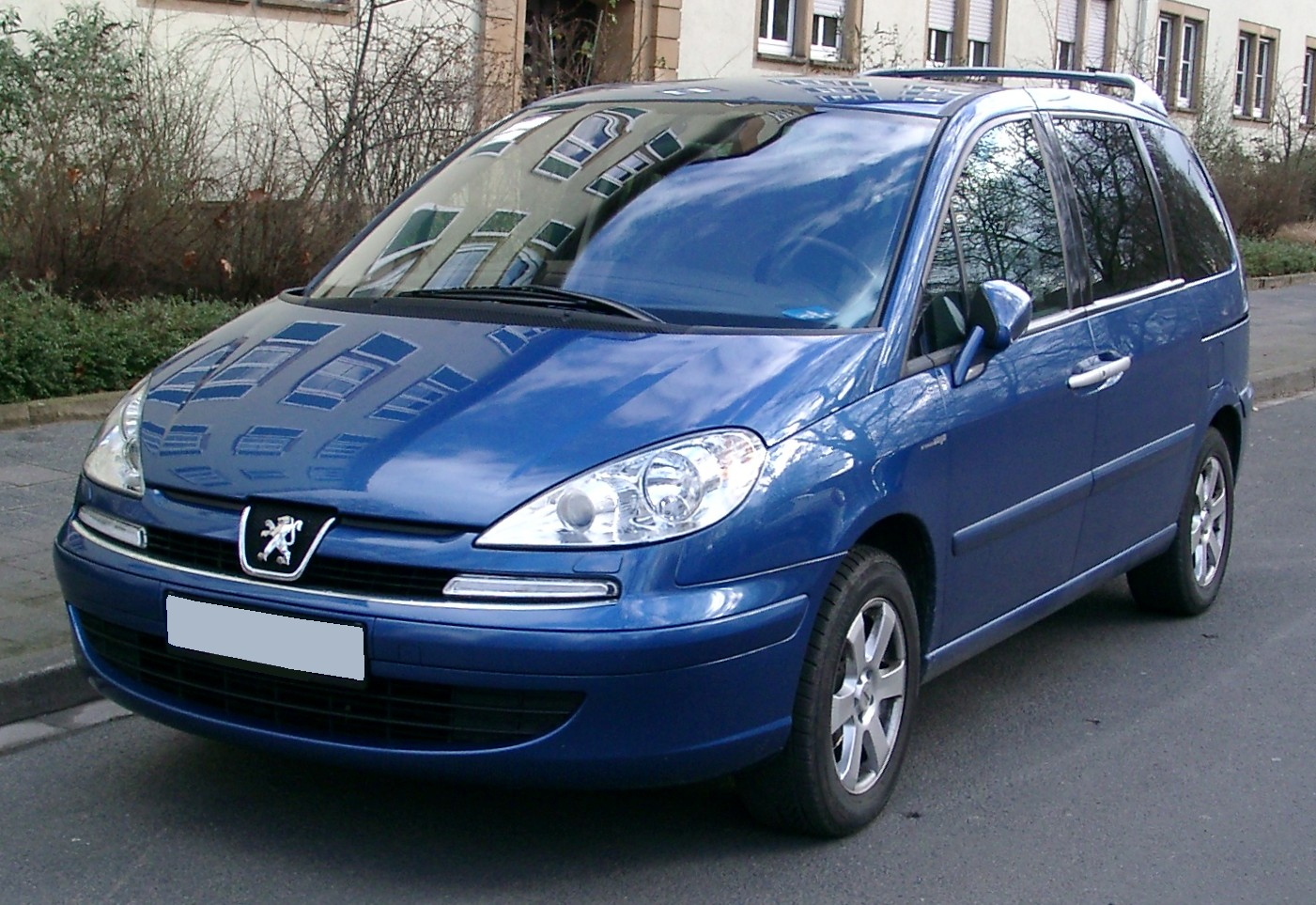
Peugeot 807
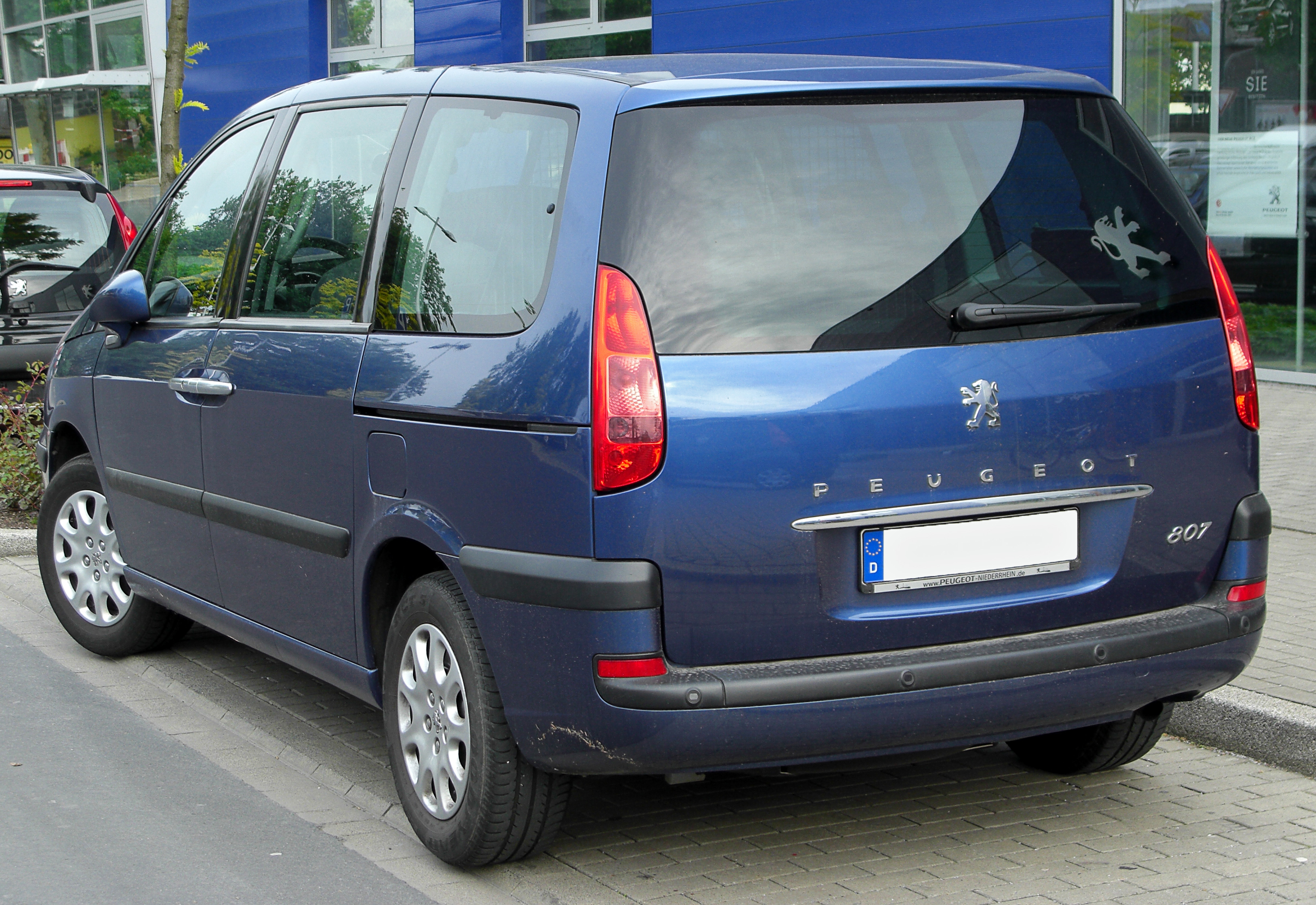
Peugeot 807
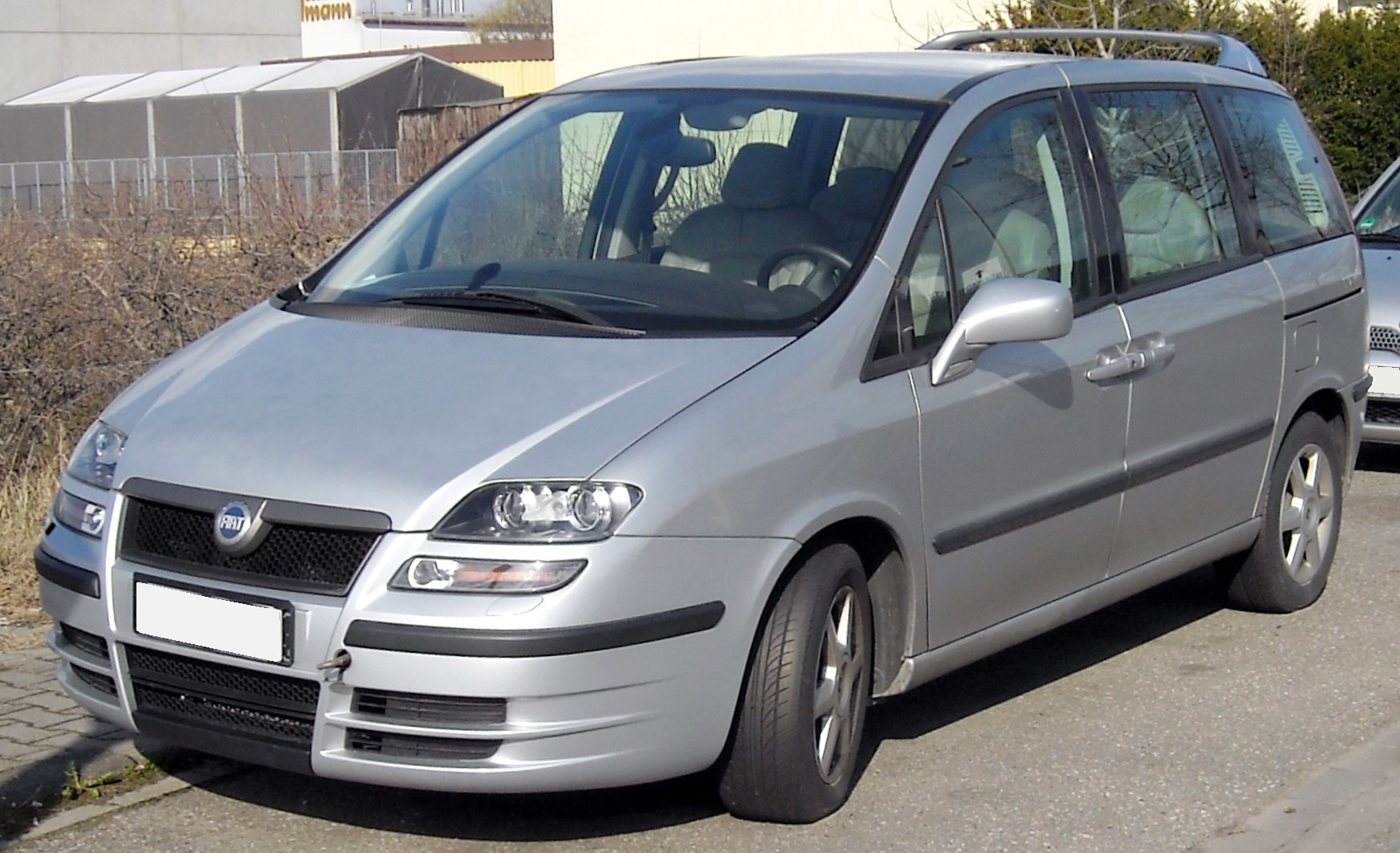
Fiat Ulysse II
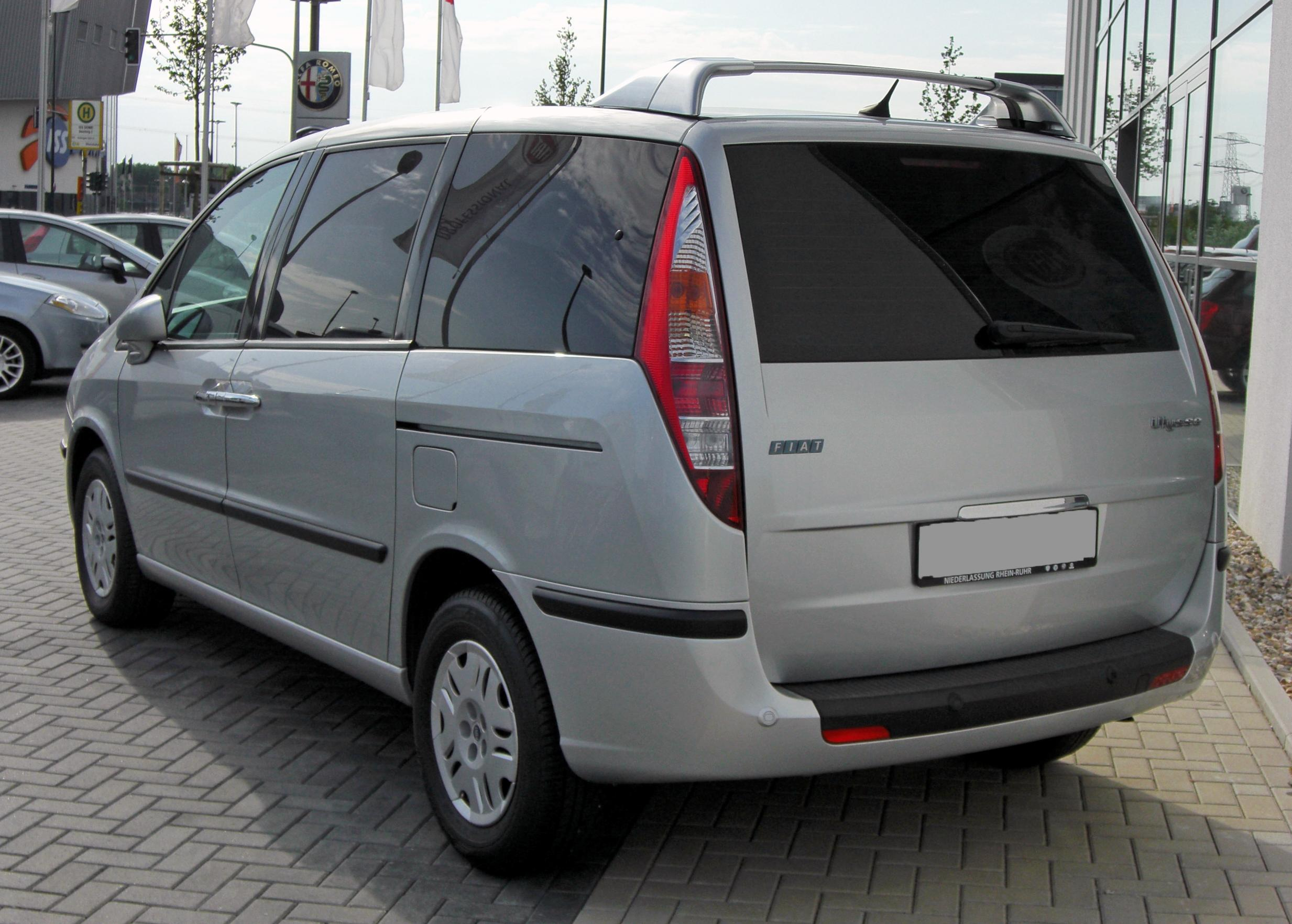
Fiat Ulysse II
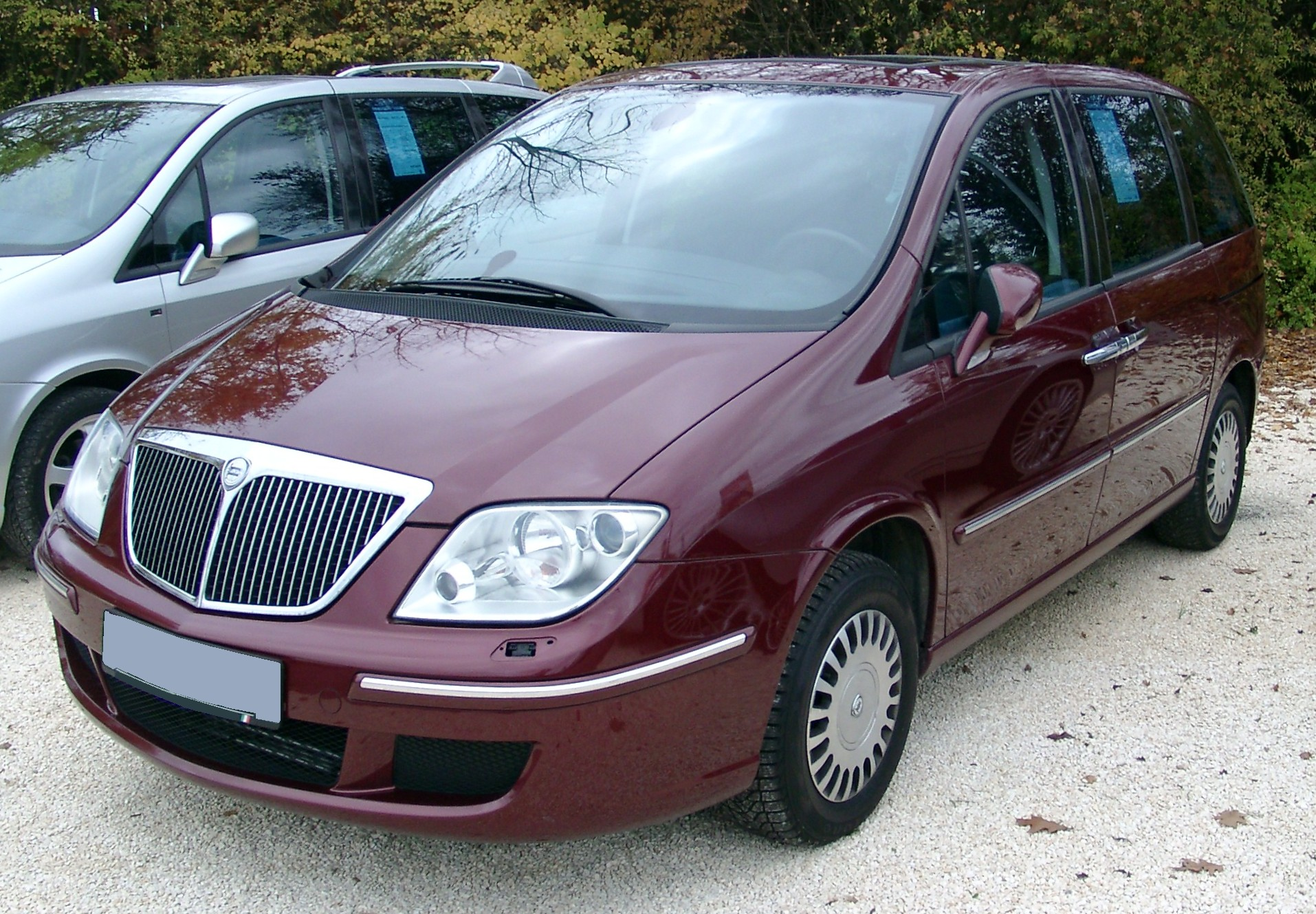
Lancia Phedra
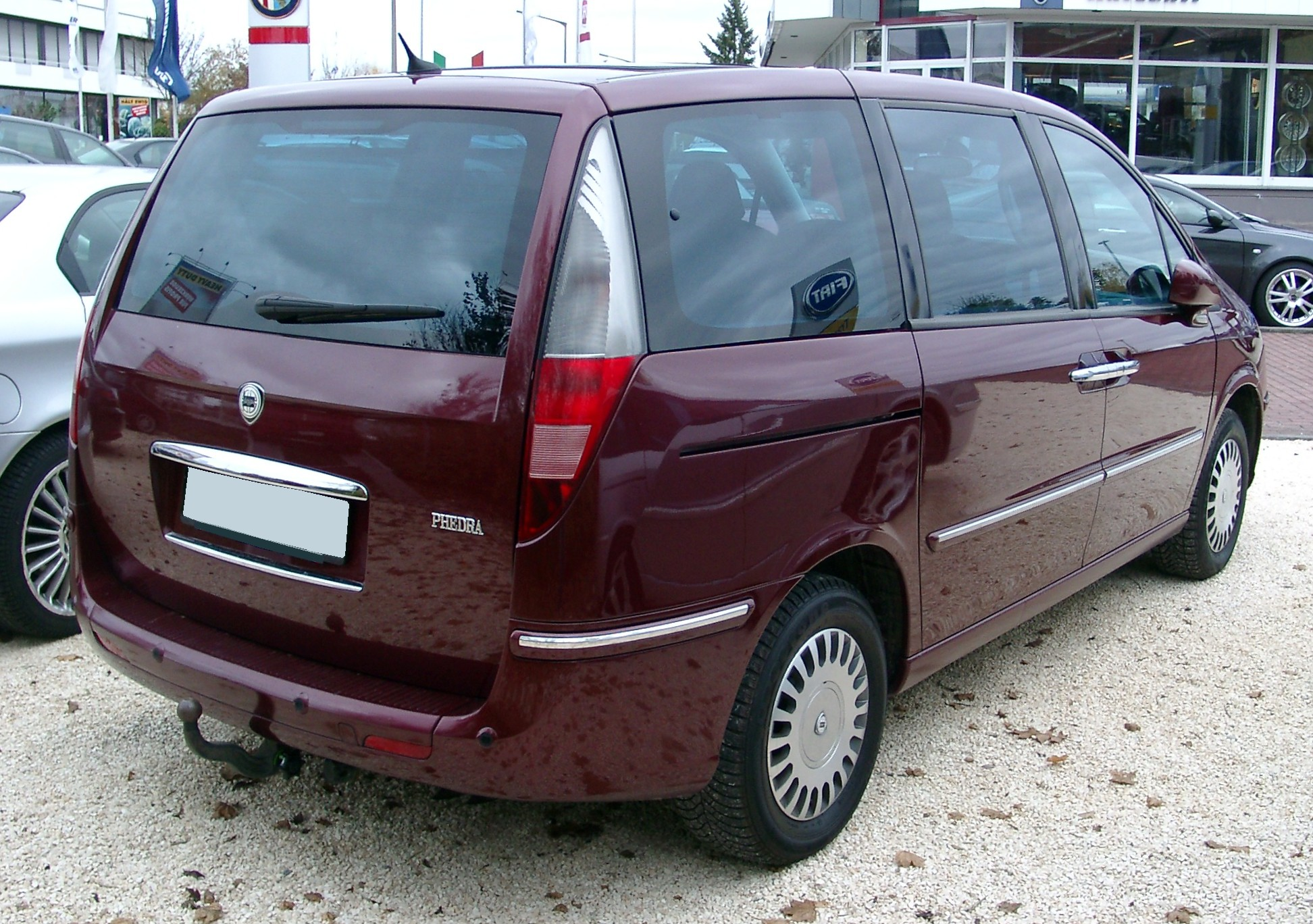
Lancia Phedra

Gamme phase 2 (2008-2012)

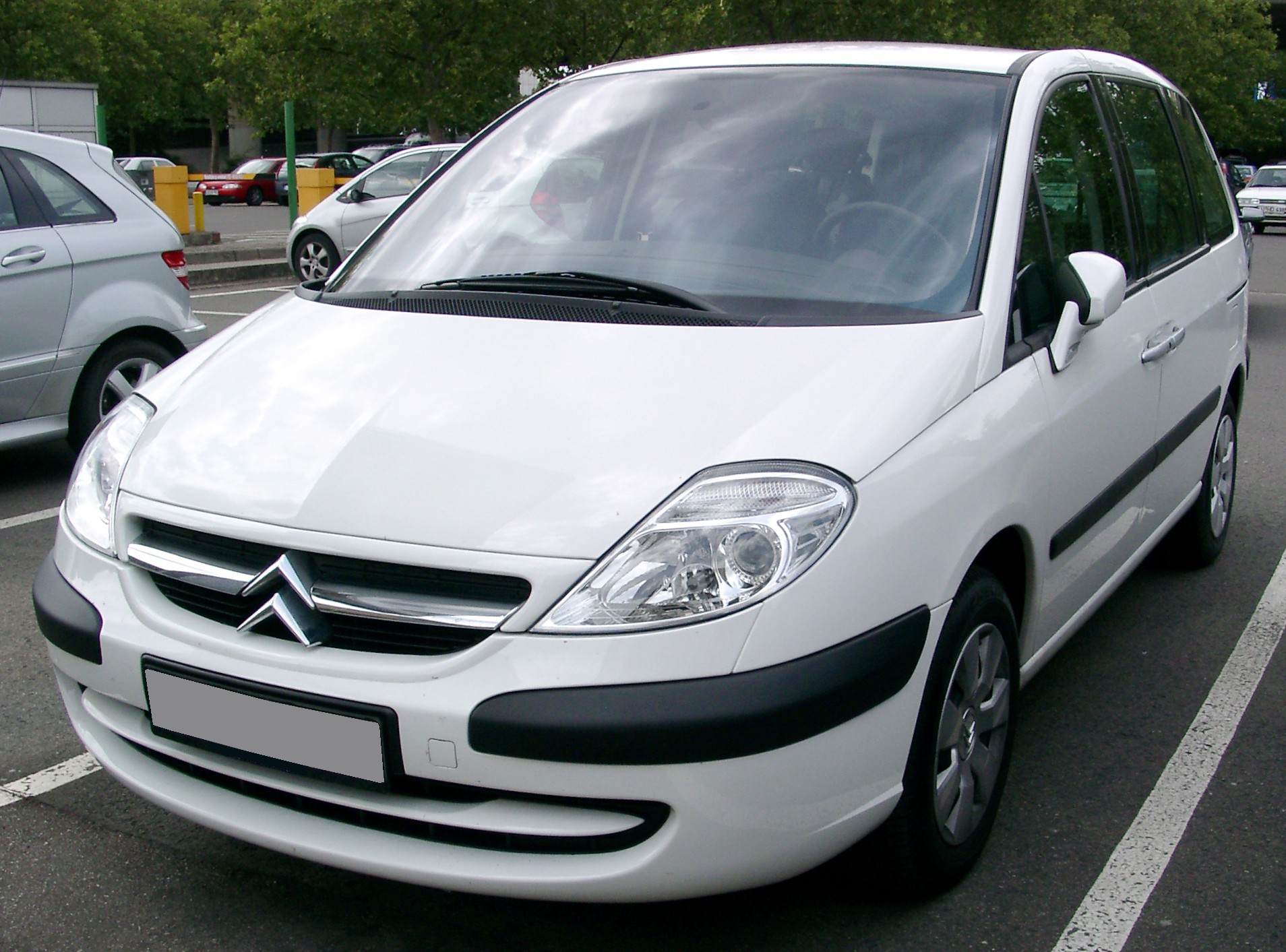
Citroën C8
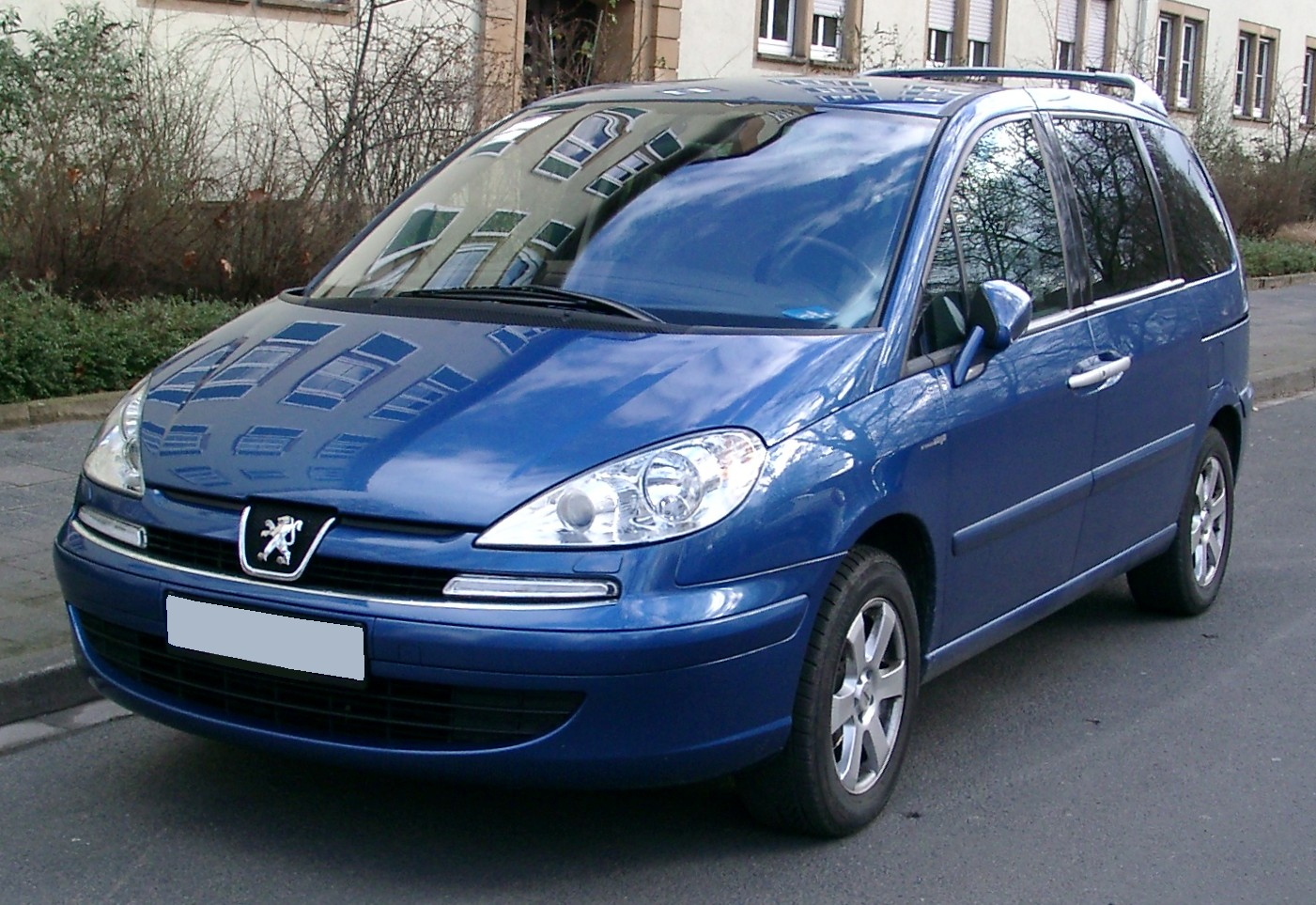
Peugeot 807
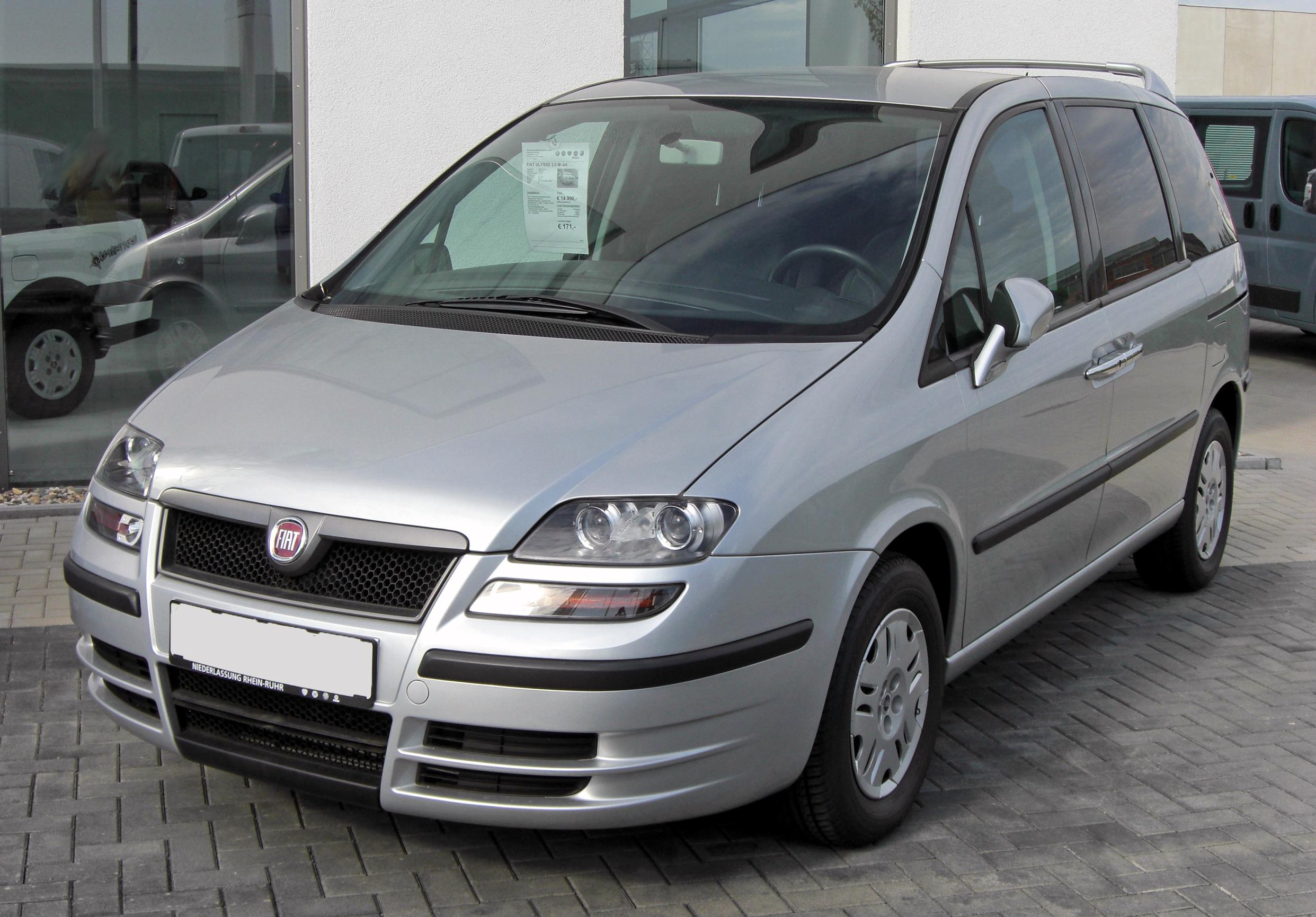
Fiat Ulysse II
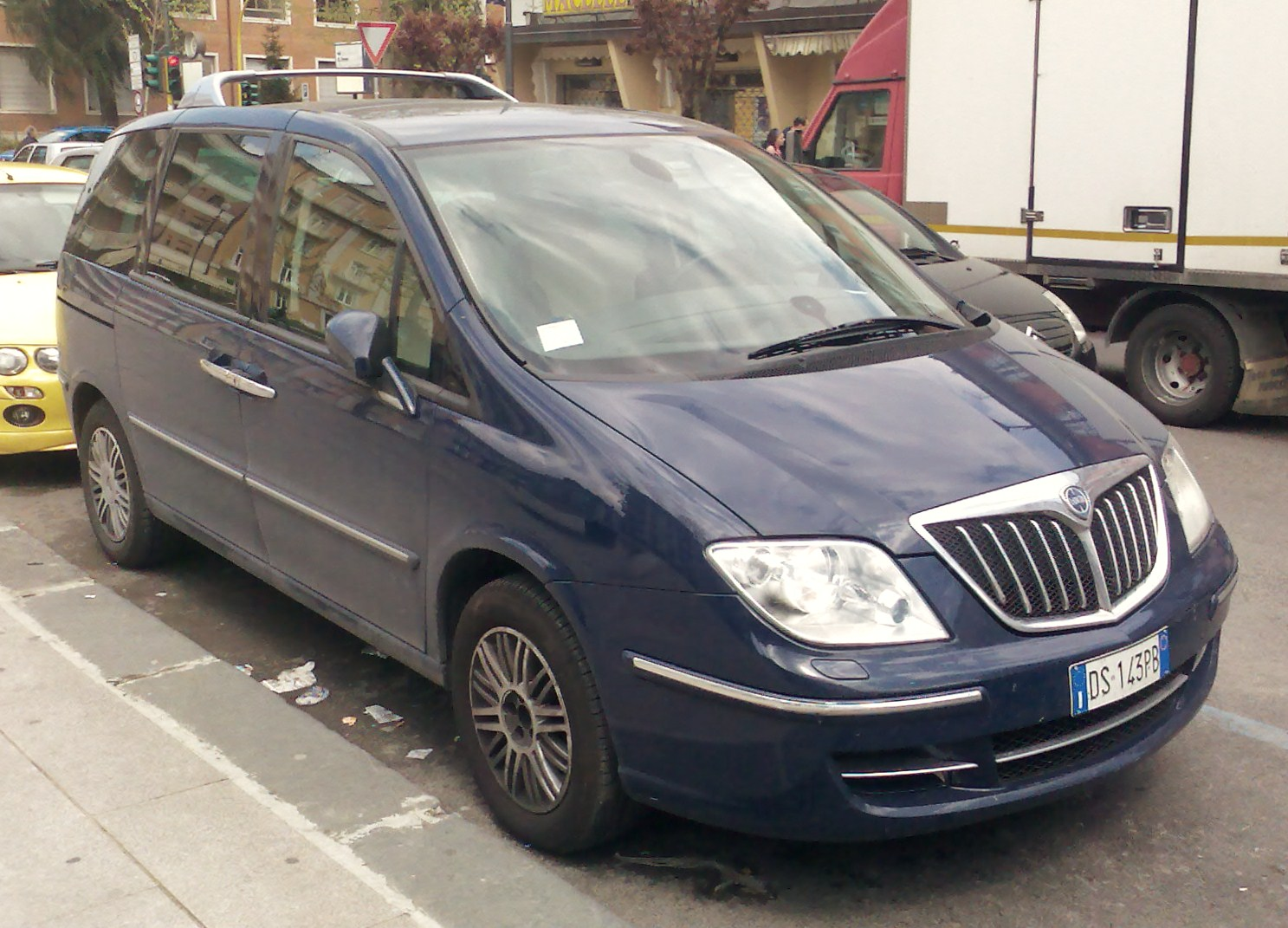
Lancia Phedra

Gamme phase 3 (2012-2014)
- Citroën C8
- Peugeot 807

### Photos sur Commons
- Citroën C8 sur Commons
- Fiat Ulysse sur Commons
- Lancia Phedra sur Commons
- Peugeot 807 sur Commons